# カルピの戦い
カルピの戦い（カルピのたたかい、イタリア語: Battaglia di Carpi）は、スペイン継承戦争における戦闘の1つ。1701年7月9日に現在のイタリア・エミリア＝ロマーニャ州モデナ県の都市カルピでオーストリア（ハプスブルク帝国）軍とフランス軍が衝突した。
オーストリアはイタリアのミラノ公領などのスペイン領を確保するため、プリンツ・オイゲンを司令官にしてイタリアに侵攻を開始、5月にチロルからイタリア北東のロヴェレートに3万の軍勢が集合した。しかし、中央のロンバルディアとアディジェ川流域はニコラ・カティナ将軍が守りを固めていて、イタリアへの進路は封鎖されていた。そこでオイゲンはヴェローナへ南下する途中で進路を東に変え、中立のヴェネツィア共和国を通ってヴェローナを右に迂回、イタリアの平原に出た。こうしてオーストリア軍はアディジェ川に沿って防衛線を張るフランス軍を大きく回り込む事に成功した。
7月9日、アディジェ川の南に出たオーストリア軍はカルピのフランス軍右翼に攻撃を加え勝利、防衛線をミンチョ川に後退させたフランス軍を追撃して左翼も打ち負かした。この戦いに勝利したオーストリア軍はイタリアに地歩を固め、チロルからの補給を可能にする事に成功した。戦後フランス軍の指揮権はカティナからヴィルロワ公フランソワ・ド・ヌフヴィルに移り、9月に西進して来たオーストリア軍と交戦した（キアーリの戦い）。